# Tranvia Piacenza-Pianello-Nibbiano
La tranvia Piacenza-Pianello-Nibbiano era una linea tranviaria interurbana a vapore che collegò le città di Piacenza e Nibbiano dal 1893 al 1938.

## Storia
Le origini della tranvia risalgono al 1892, quando viene costituita la Compagnie du Tramway a Vapoeur de la Province de Plaisance (TPP, nota anche come "la francese") per la costruzione e l'esercizio delle tranvie Piacenza-Pianello-Nibbiano, Cremona-Lugagnano e Piacenza-Castell'Arquato. La prima linea ad essere realizzata fu quella che, percorrendo la val Tidone, da Piacenza raggiungeva Pianello e Nibbiano: il 13 ottobre 1893 fu inaugurato il primo tratto della tranvia, lungo 22 km, fino a Castel San Giovanni. Dal 3 agosto dell'anno successivo entrarono in servizio i 5 km tra Castel San Giovanni e Borgonovo Val Tidone, cui seguirono il 7 marzo 1896 ulteriori 10 km tra Borgonovo Val Tidone e Pianello. La linea fu completata il 1º febbraio 1908, quando fu aperto il tratto finale, lungo 8 km, tra Pianello e Nibbiano.
La linea seguì le vicende della concessionaria: nel 1900 la maggioranza delle quote della CTVPP fu rilevata dalla Società Nazionale Ferrovie e Tramvie (SNFT) che ne trasferì la sede a Roma. Tre anni dopo la società spostò la sede sociale a Piacenza, prodromo ad una serie di modifiche allo statuto che portarono, nel 1904, a cambiare il nome in Società di strade ferrate e tramvie nella provincia di Piacenza ed in altre provincie d'Italia, mantenendo la sigla TPP. Nel 1906 la ragione sociale mutò in Società Italiana Ferrovie e Tramvie (SIFT), la quale rilevò due anni dopo le concessioni delle tranvie Piacenza-Bettola, Grazzano-Rivergaro e Piacenza-Cremona dalla britannica The Piacenza Bettola and Cremona Tramway Company Limited (TPBC) in liquidazione.
La situazione finanziaria della SIFT nel giro di alcuni anni peggiorò notevolmente a causa della costruzione delle ferrovie Cremona-Borgo San Donnino e Borgo San Donnino-Fornovo: gli ingenti capitali investiti nella realizzazione delle due linee, poi riscattate dallo Stato, portarono la società nel 1921 a fare richiesta di concordato preventivo. Alle difficoltà finanziarie si unì l'insoddisfazione da parte dell'utenza per il servizio e, nel 1925, una frana in località Lentino che generò spese tali da interrompere il servizio passeggeri sulla tratta Pianello-Nibbiano. Si rese quindi necessario l'intervento da parte della provincia di Piacenza, che nel 1928 offrì un contributo alla SIFT per ammodernare le sue tranvie, elettrificandole o sostituendole con ferrovie elettriche.
Con Regio Decreto n° 253 del 28 febbraio 1930 lo Stato concesse alla SIFT la costruzione e l'esercizio di una ferrovia elettrica tra Castel San Giovanni e Pianello; la crisi economica generale e il diffondersi dei trasporti su gomma non rese possibile il realizzarsi del progetto, e nel 1933 il tratto Pianello-Nibbiano fu definitivamente chiuso. La restante parte della tranvia fu soppressa il 15 maggio 1938, sostituita con autobus della Società Emiliana Autoservizi (SEA), facente capo alla SIFT.

## Caratteristiche
La linea tranviaria era a binario singolo a scartamento ordinario di 1445 mm. Si sviluppava per 46,351 km, dei quali 1,407 in sede propria. Il raggio di curvatura era di 50 metri, la pendenza massima del 29 per mille. I tram potevano toccare una velocità massima di 18 km/h.

### Percorso
| Unknown route-map component "CONTgq" | Station on transverse track | Unknown route-map component "CONTfq" |

| Unknown route-map component "uexKBHFa" |

| Unknown route-map component "uexHST" |

|  | Unknown route-map component "uexABZgl" | Unknown route-map component "uexCONTfq" |

|  | Unknown route-map component "uexKRZ" |

| Unknown route-map component "uexHST" |

| Unknown route-map component "uexBHF" |

| Unknown route-map component "uexBHF" |

|  | Unknown route-map component "uexABZgl" | Unknown route-map component "uexCONTfq" |

| Unknown route-map component "uexBHF" |

| Unknown route-map component "uexHST" |

| Unknown route-map component "uexBHF" |

| Unknown route-map component "uexHST" |

|  | Unknown route-map component "uexhKRZWae" |

| Unknown route-map component "uexBHF" |

|  | Unknown route-map component "uexABZgl" | Unknown route-map component "uexCONTfq" |

| Unknown route-map component "uexBHF" |

| Unknown route-map component "uexBHF" |

| Unknown route-map component "uexBHF" |

| Unknown route-map component "uexHST" |

| Unknown route-map component "uexHST" |

| Unknown route-map component "uexBHF" |

| Unknown route-map component "uexBHF" |

| Unknown route-map component "uexBHF" |

| Unknown route-map component "uexBHF" |

| Unknown route-map component "uexBHF" |

| Unknown route-map component "uexBHF" |

| Unknown route-map component "uexBHF" |

| Unknown route-map component "uexBHF" |

| Unknown route-map component "uexHST" |

| Unknown route-map component "uexBHF" |

| Unknown route-map component "uexBHF" |

| Unknown route-map component "uexBHF" |

| Unknown route-map component "uexHST" |

| 36,800 |
| 37,600 |

|  | Unknown route-map component "uexABZgl" | Unknown route-map component "uexSTR+r" |

|  | Unused straight waterway | Unknown route-map component "uexhKRZWae" |

|  | Unused straight waterway | Unknown route-map component "uexKBHFe" |

| Unknown route-map component "uexBHF" |

| Unknown route-map component "uexBHF" |

| Unknown route-map component "uexHST" |

| Unknown route-map component "uexBHF" |

| Unknown route-map component "uexBHF" |

| Unknown route-map component "uexBHF" |

| Unknown route-map component "uexBHF" |

| Unknown route-map component "uexKBHFe" |

Il capolinea piacentino, comune alle tranvie SIFT, sorgeva in Barriera Porta Nuova, nei pressi della stazione ferroviaria.
La linea superava il Bastione San Lazzaro, dopo il quale si distaccavano le linee per Cremona e Lugagnano, imboccando lo Stradone Farnese fino allo Chalet Venturini, da cui si diramava la linea per Bettola. Proseguendo lungo via Venturini e viale del Castello si raggiungeva il confine cittadino di Barriera Taverna. Lasciata la città, la linea toccava le località di Bosella, Sant'Antonio Trebbia e Case di Rocco; attraversato il Trebbia si arrivava quindi a San Nicolò, località da cui si diramava la linea per Agazzano aperta nel 1907.
La tranvia passava quindi per Borghese, Rottofreno, Ponte Tidone, Sarmato, Fontana Pradosa, Castel San Giovanni. Dopo alcuni minuti di sosta il viaggio proseguiva toccando Borgonovo Val Tidone, Ponte del Rio, Castelnovo Val Tidone, Fabbiano, Spada e Strà. Arrivati al bivio per Trevozzo attraversava su un ponte il Tidone entrando a Pianello Val Tidone, dove la locomotiva effettuava rifornimento di acqua e carbone.
Terminata la sosta la tranvia attraversava nuovamente il ponte sul Tidone ritornando al bivio per Trevozzo e, rimanendo sulla sponda sinistra del Tidone, si dirigeva verso Trevozzo, Corticelli, Genepreto, Villa Solari e Lentino prima di giungere alla stazione terminale di Nibbiano. Il percorso era coperto in circa tre ore.
Nei pressi di Porta San Lazzaro (poi Barriera Roma), a Piacenza, la tranvia incrociava la linea 2 (Centro-Molino degli Orti) delle tranvie elettriche urbane.
La tranvia era dotata di diversi raccordi:
- a Piacenza con l'Arsenale militare, le officine Laviosa e il magazzino dei Monopoli di Stato;
- a Sarmato con lo Zuccherificio Nazionale.

## Materiale rotabile
Sulla tranvia prestarono servizio locomotive a vapore cabinate di tipo tranviario, per la maggior parte bidirezionali.
A partire dal 1908, con l'assorbimento della TPBC da parte della SIFT, il materiale rotabile fu utilizzato indifferentemente su tutte le linee sociali: il parco rotabili SIFT consisteva di 37 locomotive, 68 carrozze passeggeri e 337 carri merci (di cui 73 di proprietà di varie società).
Sulla linea fu inoltre impiegata, con scarsi risultati, un'automotrice costruita dagli stabilimenti Romeo & C. su licenza Deutsche Werke Kiel sperimentata anche su altre linee sociali.